# Permosisyra latipennis
Permosisyra latipennis là một loài côn trùng trong họ Permithonidae thuộc bộ Neuroptera. Loài này được Martynov miêu tả năm 1933.